# Contra Force
Contra Force — відеогра для приставки NES, частина серії Contra, проте сюжетно не пов'язана з рештою її ігор. Ця частина виходила тільки в Північній Америці. В Японії гра повинна була вийти під назвою Arc Hound, але реліз був скасований, через те що коли гра була готова, в Японії стрімко набрала популярність Super Famicom, і були високі ризики провалити продажі.
На відміну від решти ігор серії, Contra Force присвячена боротьбі однойменного загону спецпризначенців з терористами.

## Ігровий процес
У грі було реалізовано нововведення, порівняно з попередніми іграми серії. Коли персонаж збирає бонуси у вигляді кейсів, на спеціальній шкалі відкривається доступ до зброї та додаткових можливостей. Це два види зброї, крім стандартного пістолета, посилення атаки, або невразливість при стрибках. Якщо персонаж гине, бонуси втрачаються і віднімається одне життя. Всього в кожного персонажа є 3 життя і їх можна змінювати, поставивши гру на паузу. Також можна на 5 секунд викликати помічника та обрати його поведінку — напад чи захист.
На рівнях трапляється інтерактивне оточення: окремі прилади, ящики і деякі предмети можна знищити. На героїв можуть впливати атмосферні явища: вітер зносить в сторону персонажа, що біжить по крилу літака.
На вибір пропонується 4 персонажа:
- Бернс — експерт зі зброї середньої та дальної атаки — пістолета, кулемета і гранат, швидкий і може високо стрибати;
- Айрон — озброєний пістолетом, і потужними вогнеметом і гранатометом, але повільний;
- Сміт — експерт зі зброї дальної атаки, озброєний пістолетом, рушницею і ракетометом;
- Бінс — підривник, озброєний пістолетом, бомбами та мінами. При тому, що його зброя найповільніша, це найшвидший персонаж, здатний високо стрибати, також він автоматично присідає, коли не рухається, та може залягати на землю, тому ворогам важче в нього влучити.

## Сюжет
Події відбуваються 1992 року в місті Нео-Сіті, яке захищає антитерористичний загін Contra Force, попередник Contra. Його лідер Бернс отримує від інформатора Фокса повідомлення про те, що злочинна організація D.N.M.E. готує атаку на главу розвідки. Бернс зі своїм загоном вирушає на зустріч із ним до порту, але на місці виявляють його убитим і мусять самотужки протистояти злочинцям.

### Рівні
- Neo City Docks — Warehouses (укр. Доки Нео-Сіті — Цехи) — цехи в порту біля моря, де засіли терористи і стріляють в героя, або час від часу намагаються вбити його обладнянням цеху. Бос — начальник цеху.
- Neo City Docks — Harbor (укр. Доки Нео-Сіті — Узбережжя) — рівень з виглядом згору. Набережна, що переходить у низку кімнат. Бос — капітан підводного човна. Після поразки він каже, що главу розвідки викрадено і, насміхаючись, радить шукати його на покинутому будівництві.
- Mati Building (укр. Будівництво) — рівень з багатьма платформами, ліфтами Бос — літак-штурмовик. Наприкінці пілот виживає і боєць вирушає гавздогін на гелікоптері.
- Aerial Convoy (укр. Повітряний конвой) — рівень з виглядом згору. Крила літаків і приміщення всередині. Бос — капітан літака. Після перемоги над ним ватажок терористів повідомляє, що захопив штаб-квартиру Contra.
- Contra Headquarters (укр. Штаб-квартира Contra) — тунелі та кімнати всередині хмарочоса. Фінальний бій відбувається на його даху. Бос — Ворожий ватажок.

Подолавши ворожого лідера, Бернс, однак, підозрює, що за терористами стоїть якась могутня особа та готується продовжити боротьбу.